# Jure Radić
 Ovo je glavno značenje pojma Jure Radić. Za druga značenja pogledajte Jure Radić (franjevac).
Jure Radić (Baška Voda, 15. rujna 1953. – Zagreb, 10. rujna 2016.) bio je hrvatski političar i poduzetnik. 

## Životopis
U osnovnoj školi bio je od najboljih učenika u školi, ali i na vjeronauku gdje redovito ministrira kod fra Anđelka Šimića. Srednju školu je pohađao u Makarskoj. Nakon završene srednje škole odlazi u Zagreb gdje upisuje Građevinski fakultet, a istovremeno sluša i tri godine laičke teologije i Više bogoslovne škole. Na fakultetu je bio predsjednik Socijalističkog saveza studenata i delegat svoje ćelije SSRN-a u Gradskom odboru. Poslije obrane diplomskog rada početkom 1977. godine odlazi na odsluženje vojnog roka.
Po povratku iz JNA završava poslijediplomski studij mostogradnje. Do 1979. godine bio je asistent na Građevinskom fakultetu, nakon čega postaje tajnik Društva hrvatskih građevinskih konstruktora. U razdoblju od 1987. pa sve do 1989. godine na dužnosti je predstojnika katedre za mostove. Dok je bio na toj dužnosti nadizirao je gradnju dubrovačkog mosta (koji za vrijeme njegova mandata nije ni započet s gradnjom). Godine 1988. objavljuje knjigu Sedam tisućljeća gradnje mostova u Jugoslaviji. Godine 1990. postaje predsjednik SIZ-a za znanost, a 1991. predsjednik je Skupštine zagrebačkog sveučilišta. U međuvremenu je imenovan pomoćnikom ministra znanosti, tehnologije i informatike, a vrlo skoro i samim ministrom istog ministarstva.

## Politička karijera
U kolovozu 1992. godine dotadašnji predstojnik Ureda predsjednika Republike Hrvoje Šarinić postaje novi premijer, a Jure Radić popunjava upražnjeno mjesto predstojnika navedenog ureda. Nedugo nakon što je imenovan na novu dužnost donosi odluku o preimenovanju vile Zagorje u Predsjedničke dvore tvrdeći pri tome kako je to u tradiciji hrvatskog naroda. U listopadu 1993. godine na Drugom Općem saboru HDZ-a predsjednik stranke Franjo Tuđman prijedlozima desne struje suprotstavlja svog kandidata za glavnog tajnika stranke - Juru Radića, obrazlažući to riječima: Radić je za središnju politiku, temeljenu na kontinuitetu djelovanja stranke, ali i načelima kršćanske demokracije. Nakon toga Radić je izabran većinom glasova.
Godinu dana kasnije, u listopadu 1994. godine, razriješen je dužnosti predstojnika ureda predsjednika Republike Hrvatske. Nakon toga prelazi na novu dužnost - postaje ministar obnove i razvitka u vladi Nikice Valentića. U javnosti je često apostrofiran dok je bio na dužnosti ministar obnove i razvitka. Novine su ga često sumnjičile da je sve značajnije građevinske radove povjeravao Konstruktor inženjeringu, tvrtki u vlasništvu svog vjenčanog kuma Željka Žderića. Na "meti" je bio i zbog redukcije električne energije u Dalmaciji 1993. godine; kada je, želeći se valjda obraniti od učestalih optužbi, izjavio: Iz razgovora s ljudima zaključio sam da im ne pada naročito teško što nema struje. Ljudi se na to jednostavnu priviknu.
Novine su ga često napadale i zbog gradnje Masleničkog mosta koji je trebao biti upotrebljiv i pri najvećem nevremenu, ali kada je sagrađen morao je biti zatvaran pri svakom jačem udaru vjetra. Ukratko: most je bio još manje funkcionalan od Starog mosta. U nizu brojnih poteza zbog kojih je kritiziran u javnosti spomenimo još samo onaj o potpisivanju ugovora s američkom tvrtkom Behtel o gradnji autoceste Zagreb-Dubrovnik preko susjedne Bosne i Hercegovine. I na kraju riječ-dvije o javnim priznanjima koje je primio: u socijalističkoj Jugoslaviji odlikovan je Ordenom rada, a u nezavisnoj Hrvatskoj nositelj je i Spomenice Domovinskog rata.
U listopadu 2006. godine imenovan je direktorom IGH, a prije toga bio je predsjednik Nadzornog odbora IGH.
Umro je 10. rujna 2016. u 63. godini života od moždanog udara, nakon dužeg vremena bolovanja od karcinoma želuca.

## Vanjske poveznice
- http://www.posluh.hr/letica2005/pleme/radich-1.htm  Arhivirana inačica izvorne stranice od 18. rujna 2008. (Wayback Machine)
- http://tkojetko.irb.hr/znanstvenikDetalji.php?sifznan=2313  Arhivirana inačica izvorne stranice od 9. prosinca 2007. (Wayback Machine)
- Radić, Jure Hrvatska tehnička enciklopedija, portal hrvatske tehničke baštine. LZMK